# Guaimitas
Guaimitas är en ort i Honduras.   Den ligger i departementet Departamento de Yoro, i den västra delen av landet, 170 km norr om huvudstaden Tegucigalpa. Guaimitas ligger 47 meter över havet och antalet invånare är 2 321.
Terrängen runt Guaimitas är kuperad åt sydost, men åt nordväst är den platt. Runt Guaimitas är det ganska tätbefolkat, med 54 invånare per kvadratkilometer. Närmaste större samhälle är El Progreso, 14,2 km sydväst om Guaimitas. 